# Järnhandlarens hus

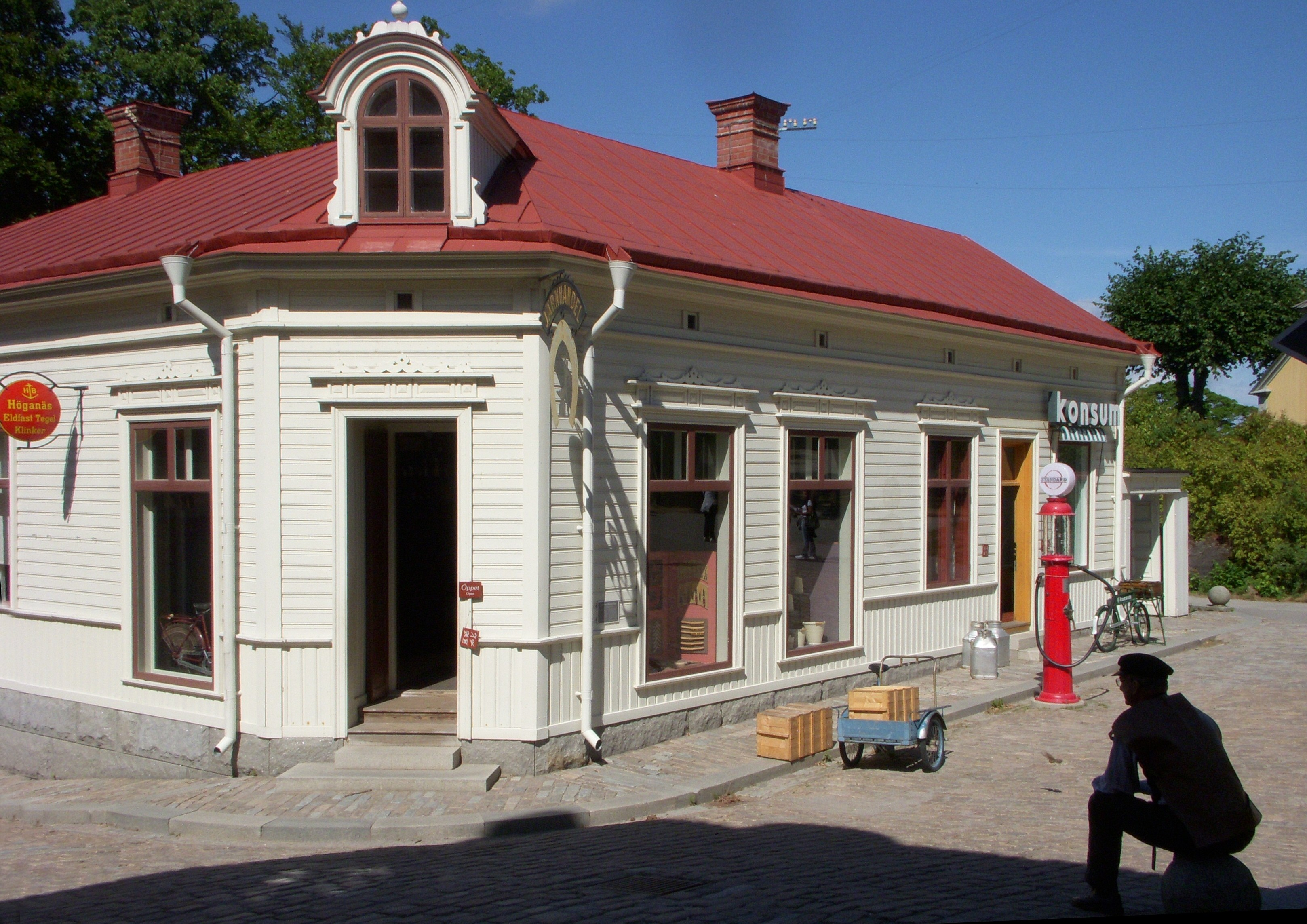
Järnhandlarens hus med det avskurna hörnet i förgrunden och med Konsumbutiken till höger.

Järnhandlarens hus är en järnbutik i stadskvarteren på Skansen i Stockholm. Butikens inredning härstammar huvudsakligen från 1880-talet. Huset öppnades år 2006 och ligger längst ner i museets stadskvarter. I samma byggnad finns även Konsumbutiken och en lägenhet.

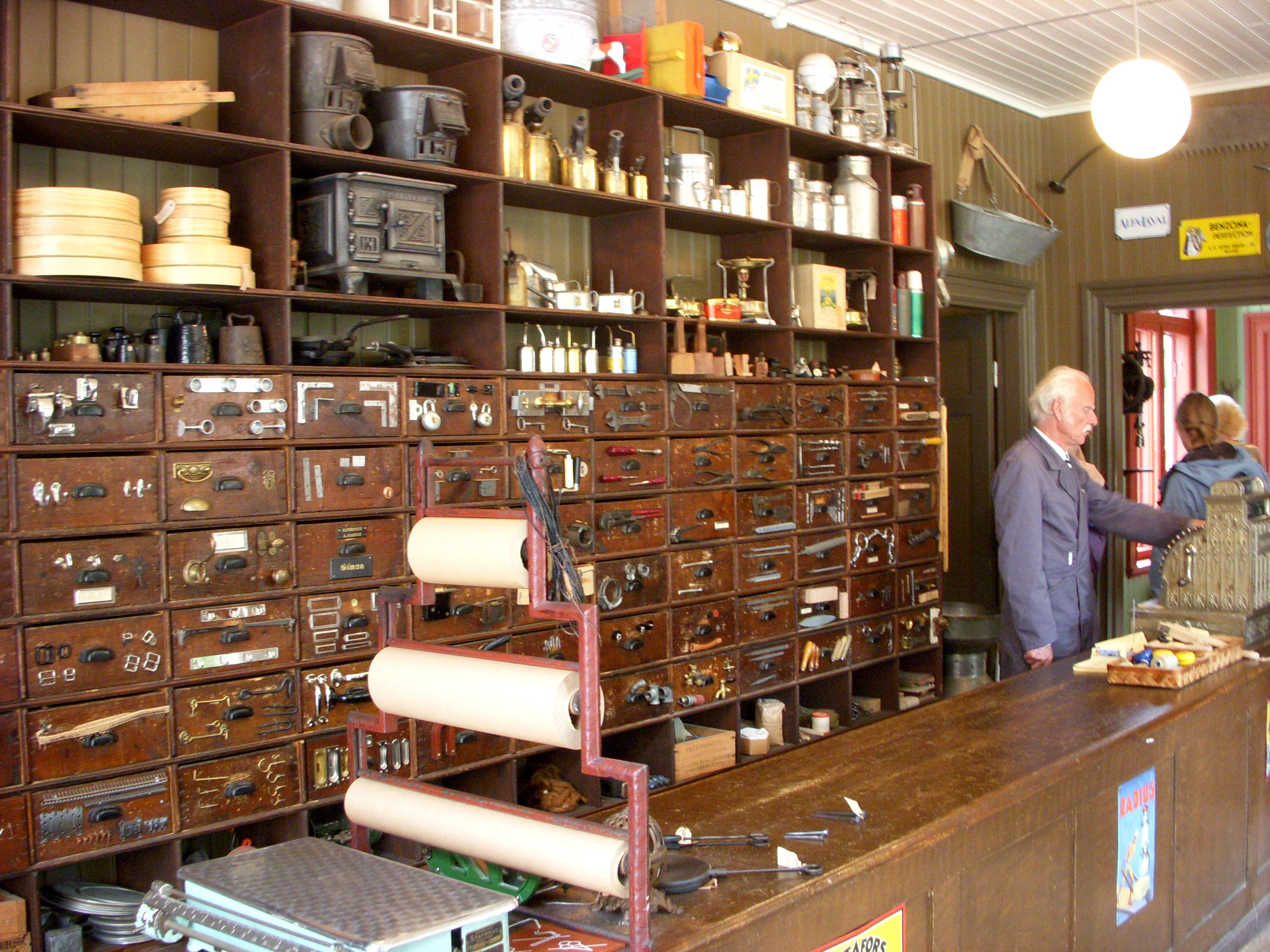
Butikens interiör med hyllskåp och lådor, 2009.

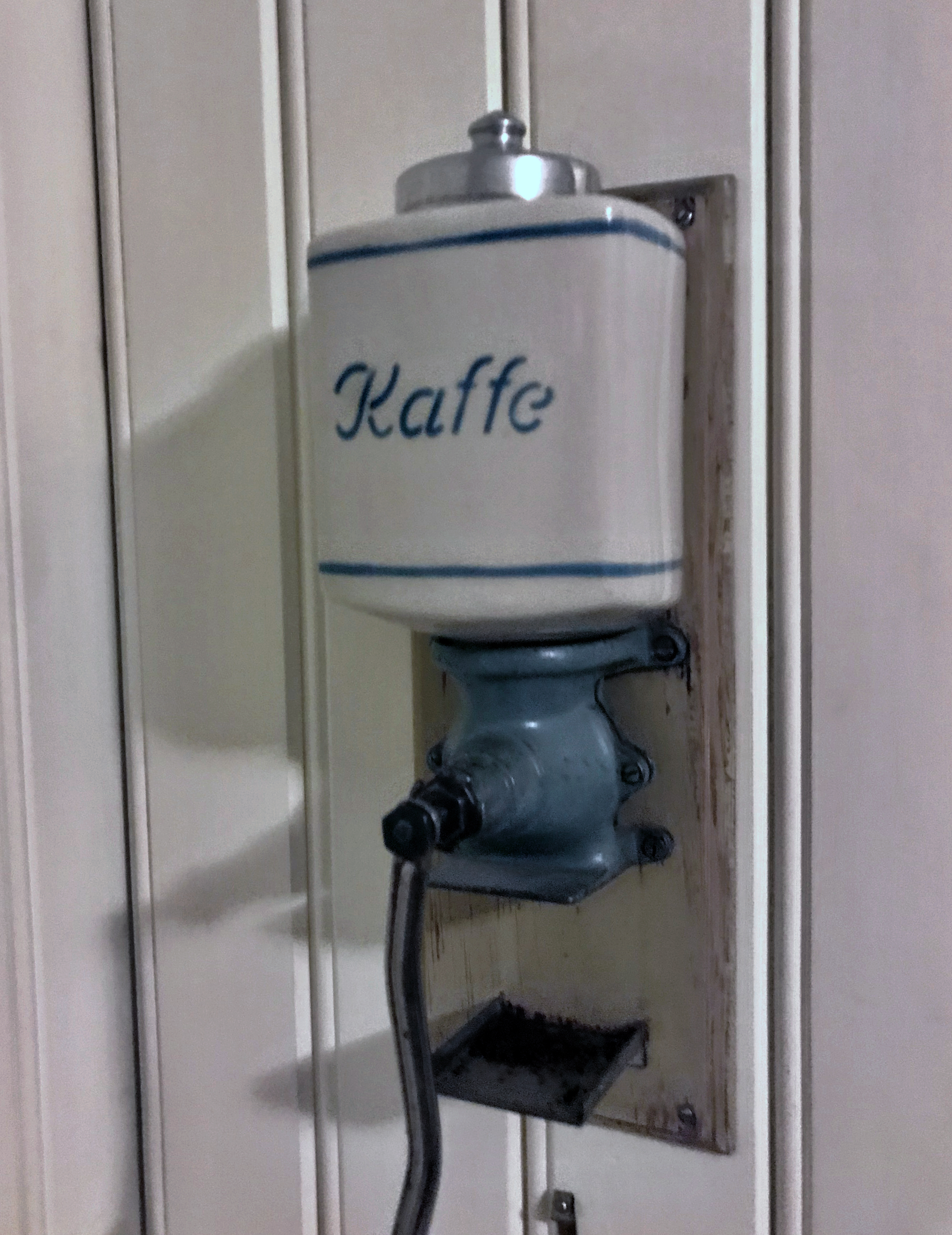
Kaffekvarn från 1940-talet tillverkad av Rörstrands porslinsfabrik är ett exempel på en vara som man kunde köpa i Järnhandlarens hus.

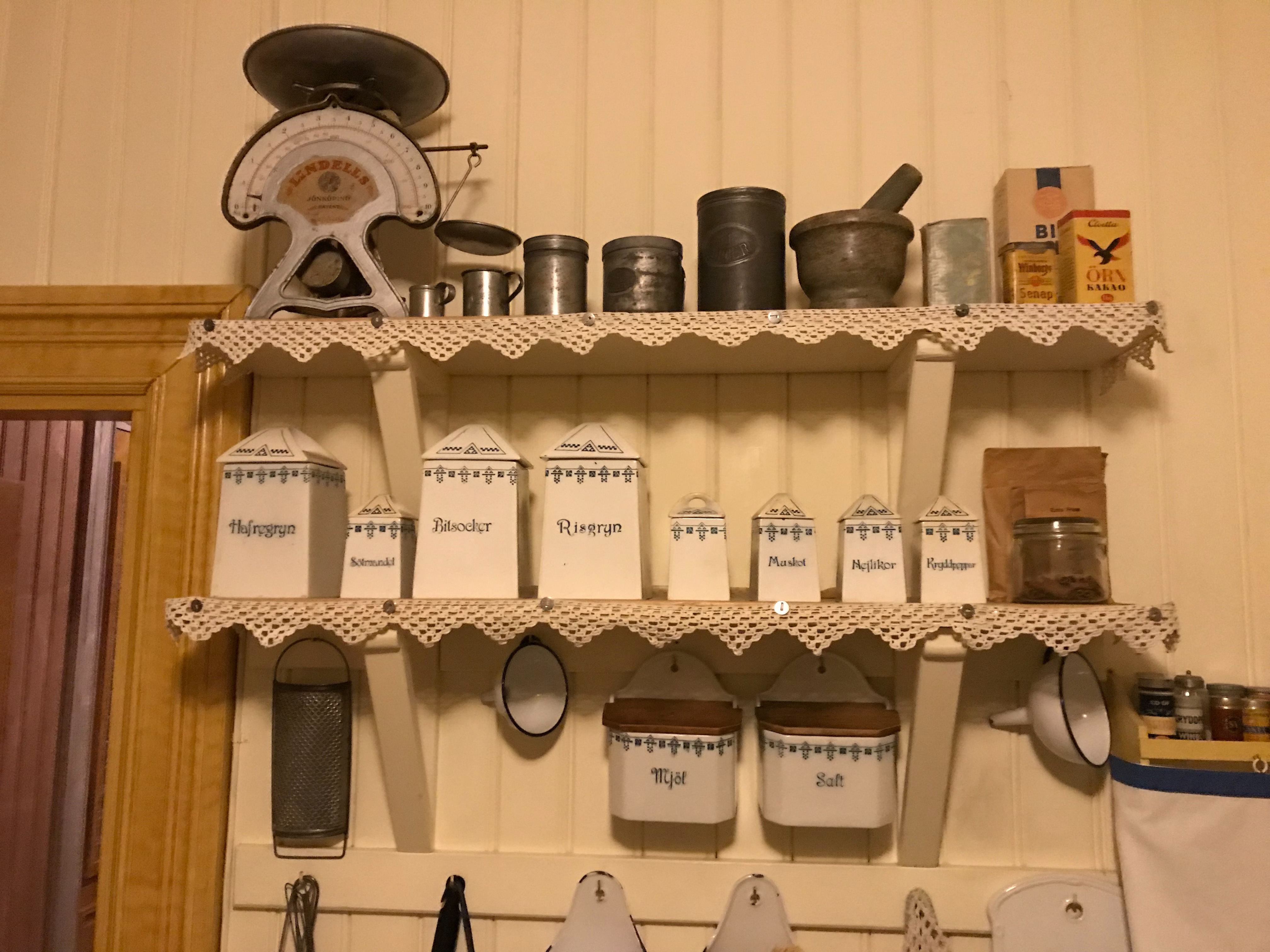
Järnhandlarens hus, interiör med kryddburkar på hyllor.

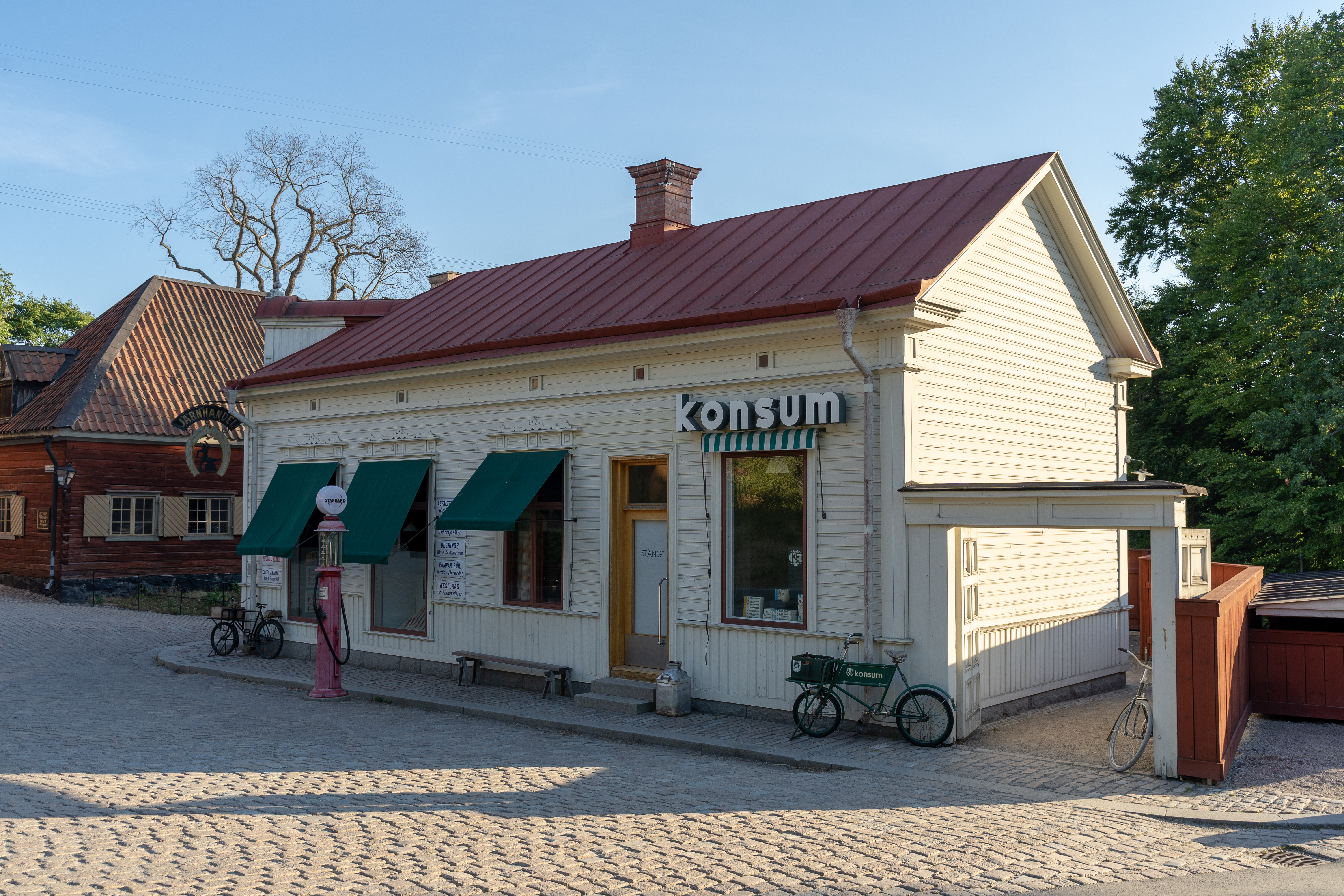
Järnhandlarens hus och bostad med Konsumbutiken samt bensinpumpen vid trottoaren.

Järnhandlarens hus representerar ett trähus som var vanligt i de svenska städerna under 1800-talets senare del. Huset är klätt med spontade paneler som varieras liggande och stående. Fasaden är smyckad med dekorativa detaljer kring fönster och dörrar samt på förstukvistar och verandor. Taket är plåtklätt. Huset är gestaltat och uppfört på Skansen efter en förlaga från 1880 som idag finns i Hudiksvall. Inredningen i järnhandeln är till största del från Asplunds järnhandel i Stockholm. Det huset är byggt efter denna förlaga från Hudiksvall.
Fasaden är uppförd efter förlagan på Repslagargatan 8 (Modisten 3) i Hudiksvall. I samma byggnad finns även Konsumbutiken och en lägenhet. Byggnadens grund är av huggen natursten och den har en våning med källare i souterräng. Husets fasad är klädd med liggande panel och den är målad i en ljust vit kulör. Byggnaden har två murade skorstenar. Vi det avskurna hörnet är fasaden indelad av lisener och den har en horisontell mittelbandslist i fönstrens underkant samt som en artikulering av vindsvåningen. Taket är, som ovan nämnts, klätt med rödmålad plåt och det har ett brutet takfall. Det finns en takkupa med ett rundat överstycke med snickarglädje och en spira vid det avskurna hörnet. Byggnaden uppfördes på Skansen under åren 2004-2005.
Järnhandlarens butik har en originalinredning från 1880, som delvis moderniserades på 1930-talet. Bakom disken dominerar det stora hyllskåpet med sina talrika lådor som innehåller olika beslag och verktyg. På traditionellt sätt visas några prov av innehållet monterat i lådfronten. Varorna är typiska för järnhandlarnas tre största kundgrupper: lantbruket, byggbranschen och hushållet.
Järnhandlarens hus rymmer en järnhandel med kontor, en järnhandlarbostad samt även Skansens konsumbutik. Framför huset står en bensinpump från 1930-talet.